# Estação de Narromine
A Estação de Narromine foi uma base da Real Força Aérea Australiana (RAAF) localizada em Narromine, Nova Gales do Sul, Austrália. O aeródromo de Narromine foi tomado pela RAAF em Julho de 1940 como parte do Esquema de Treino Aéreo do Império durante a Segunda Guerra Mundial. Nesta estação operaram quatro unidades da RAAF: a Escola de Treino de Voo Elementar Nº 5, a Unidade de Treino Operacional N.º 8, o Esquadrão N.º 93 e o Esquadrão N.º 618 da RAF.